# Tibirke Sogn
Tibirke Sogn er et sogn i Frederiksværk Provsti (Helsingør Stift).
I 1800-tallet var Tibirke Sogn anneks til Vejby Sogn. Begge sogne hørte til Holbo Herred i Frederiksborg Amt. Vejby-Tibirke sognekommune blev ved kommunalreformen i 1970 indlemmet i Helsinge Kommune, der ved strukturreformen i 2007 indgik i Gribskov Kommune.
I Tibirke Sogn ligger Tibirke Kirke.
I sognet findes følgende autoriserede stednavne:
- Godhavn (station)
- Godhavn Strand (bebyggelse)
- Kædemose (bebyggelse)
- Tibirke (bebyggelse)
- Tibirke By (bebyggelse, ejerlav)
- Tibirke Bakker (bebyggelse)
- Tibirke Lunde (bebyggelse)
- Tibirke Flyvesand (bebyggelse, ejerlav)
- Tibirke Sand (bebyggelse)
- Tibirkebro (bebyggelse)
- Tisvilde (bebyggelse)
- Tisvilde By (bebyggelse, ejerlav)
- Tisvilde Lunde (bebyggelse)
- Tisvilde Overdrev (bebyggelse)
- Tisvilde Ry (bebyggelse)
- Tisvildeleje (bebyggelse, ejerlav)